# Tragèdies (Víctor Balaguer)
Tragèdies és un llibre que recull obres dramàtiques breus de Víctor Balaguer i Cirera, que l'autor aplegà en dos volums, Tragèdies (1876) i Noves tragèdies (1879), que més tard reuní sota el primer títol.
En el context del debat sobre la tragèdia, la proposta balagueriana s'oferia com una opció que superava el vell model de drama històric derivat d'Hugo i s'acostava a la revalorització del teatre de Schiller i de Shakespeare que es produí a tot Europa a partir de la dècada del 1860. De fet, la lectura del dramaturg anglès es feia a través de la seva influència en l'autor alemany, que plantejava un model de teatre «nacional» que retornés a l'escena el gruix literari i la funció de cohesió social que el drama romàntic havia perdut per la influència del melodrama i de l'efectisme emocional. Però l'estatus ambigu d'alguns dels textos balaguerians féu difícil la seva posada en escena, si exceptuem Les esposalles de la morta (T. Romea, 6 març 1879) o la presentació d'El comte de Foix al Novetats en la dècada del 1890.

## Tragèdies (1876)
En el primer volum trobem peces centrades en un personatge històric situat en un moment transcendental de la seva biografia (Anníbal, Coriolà, Safo, Colom, Cèsar, Neró, etc.). Ens són presentats com a personatges que arrosseguen el pes del destí i que es veuen confrontats a un grau o altre d'incomprensió social. El text pretén evidenciar els conflictes interns i l'escissió entre els sentiments personals i les posicions col·lectives. Hi destaca, doncs, una concepció de la història que exalta el poder de la individualitat en la més pura línia del pensament romàntic.
La imatge de l'enfrontament entre el personatge prometeic i la realitat que ha de destruir-lo remet, de fet, a la visió tràgica del romanticisme. Balaguer condensa en uns moments tota la força de la personalitat de les figures que tria i deixa de banda l'acció. Des d'aquest punt de vista les seves tragèdies connecten amb la tradició del teatre per ser llegit, més que no per ser representat.
El mateix ús del monòleg acosta aquests textos a l'àmbit de la poesia lírica. Des d'un punt de vista ideològic aquestes peces traeixen l'efecte que l'experiència del Sexenni democràtic produí en l'autor. Així, el seu Cèsar recorda de manera força clara la figura de Prim, que fou el seu mentor en la política estatal. Al costat d'aquestes peces en un acte, hi ha Les esposalles de la morta, sobre el Romeu i Julieta de Shakespeare, tema que ja havia tractat en la seva joventut en un drama en castellà (Julieta y Romeo, de 1849, que ja qualificava de tragèdia).

## Noves tragèdies (1879)
Els lligams de l'autor amb el món occità i la idea d'una unió occitanocatalana, que ja havia plantejat en alguna ocasió, fonamenten les obres Lo comte de Foix i Raig de lluna, ambientades en el segle xiii i recollides a Noves tragèdies. Es tracta igualment d'obres en un acte però amb més personatges i amb una trama que les feia més aptes per a la representació.

## La jornada de Panissars (1892)
El 1892 afegí al conjunt un tercer lliurament, La jornada de Panissars, amb un pròleg, i les convertí en Los Pirineus, estrenats en forma d'òpera amb música de Felip Pedrell el 1902. L'obra proposa un mite que en bona part es distancia del plantejat per Verdaguer a Canigó (1886) pel caràcter més eminentment laic. Es tracta, en el fons, d'una al·legoria política que tradueix la concepció ideològica de Balaguer: la idea d'un espai nacional que integrés Catalunya i Provença.
Des d'un punt de vista formal, la relativa independència de les parts que integren la trilogia i el sincretisme de l'acció donen un to de modernitat a la proposta, poc habitual en la dramatúrgia catalana de l'època. D'altra banda, l'ambició del plantejament i la combinació entre èpica, lírica i dramàtica fan pensar en obres com La llegenda dels segles de Victor Hugo, encara que el poeta francès experimentés més pròpiament amb les possibilitats que li oferia la poesia èpica i, en canvi, Balaguer parteixi d'un model renovat de tragèdia.